# دینا اسکالی
پزشک دینا کترین اسکالی یک شخصیت تخیلی و یکی از دو شخصیت بنیادین برنامه تلویزیونی علمی-تخیلی شبکه فاکس، پرونده های ایکس با بازی جیلین اندرسون است. اسکالی یک مأمور ویژه اف‌بی‌آی و یک استاد پزشک است که به همراه فاکس مولدر در فصل‌های ۱ تا ۷ و فصل‌های ۱۰ و ۱۱  و با جان داگت در فصل‌های ۸ و ۹ همکاری می‌کند. در این مجموعه تلویزیونی آنها در یک دفتر زیرزمینی کوچک در ساختمان مرکزی اف‌بی‌آی در واشینگتن دی. سی کار می‌کنند و پرونده‌های غیرطبیعی ایکس را بررسی کنند. در سال ۲۰۰۲ شخصیت اسکالی اف‌بی‌آی را ترک کرد و در سال ۲۰۰۸ او به عنوان یک جراح در یک بیمارستان خصوصی کاتولیک شروع به کار کرد. او به مدت هفت سال در آنجا ماند تا زمانی که دوباره به اف‌بی‌آی پیوست. برخلاف مولدر، اسکالی در هفت فصل نخست باورهای مولدر را قبول ندارد و تصمیم می‌گیرد باورهای خود را بر اساس آنچه علم می‌تواند ثابت کند قرار دهد. پس از ماجراهای قسمت پایانی فصل ۷ او نیز باورهای مولدر را می‌پذیرد.
اسکالی در تمام قسمت‌های پرونده‌های ایکس به جز پنج قسمت ایفای نقش می‌کند. در فیلم‌های پرونده‌های ایکس که در سال ۱۹۹۸ پخش شد و فیلم پرونده‌های ایکس: می‌خواهم باور کنم نیز حضور دارد. قسمت هایی که اسکالی در آنها ایفای نقش نمی‌کنند «۳»، «مجموع صفر»، «مظنونین همیشگی»، «مسافران» و «هدیه» هستند. فصل یازدهم آخرین باری بود که اندرسون این شخصیت را به تصویر می‌کشید.

## پیوست
1. ↑  "The X-Files 2016 #4 - "Ishmael" - Part One Review".
2. ↑  MacDonald, Lindsay (January 10, 2018). "Gillian Anderson Confirms She's Leaving The X-Files". TV Guide. Retrieved January 17, 2018.